# Kladeruby nad Oslavou
Kladeruby nad Oslavou település Csehországban, a Třebíči járásban. Kladeruby nad Oslavou Popůvky, Kuroslepy, Březník, Mohelno, Sedlec és Kramolín településekkel határos. Lakosainak száma 192 fő (2024. január 1.).

## Népesség
A település lakosságának változását az alábbi diagram mutatja:
| Lakosok száma | 159  | 256  | 226  | 219  | 206  | 200  | 197  | 197  | 190  | 192  |
|               | 1869 | 1900 | 1921 | 1961 | 1980 | 2011 | 2016 | 2019 | 2021 | 2024 |